# 캐서린 로이드 번즈
캐서린 로이드 번즈(Catherine Lloyd Burns, 1961년 4월 19일 ~ )는 미국의 텔레비전 배우, 전기 작가, 영화배우, 작가이다.
뉴욕에서 태어났다.

## 도서
- It Hit Me Like a Ton of Bricks : A Memoir of a Mother and Daughter (Paperback )
- It Hit Me Like a Ton of Bricks (Hardcover)
- It Hit Me Like a Ton of Bricks

## 영화
- 백스터 (2005년)
- 에브리씽 풋 투게더 (2000년) - 주디스 역
- 키핑 더 페이스 (2000년)
- 말콤네 좀 말려줘 (2000년)
- 에어 콘트롤 (1999년)
- 마피아 (1998년)
- 세컨드 시빌 워 (1997년)
- 마이클 (1996년)
- 그 남자의 방 그 여자의 집 (1993년)